# Mỡ khoáng

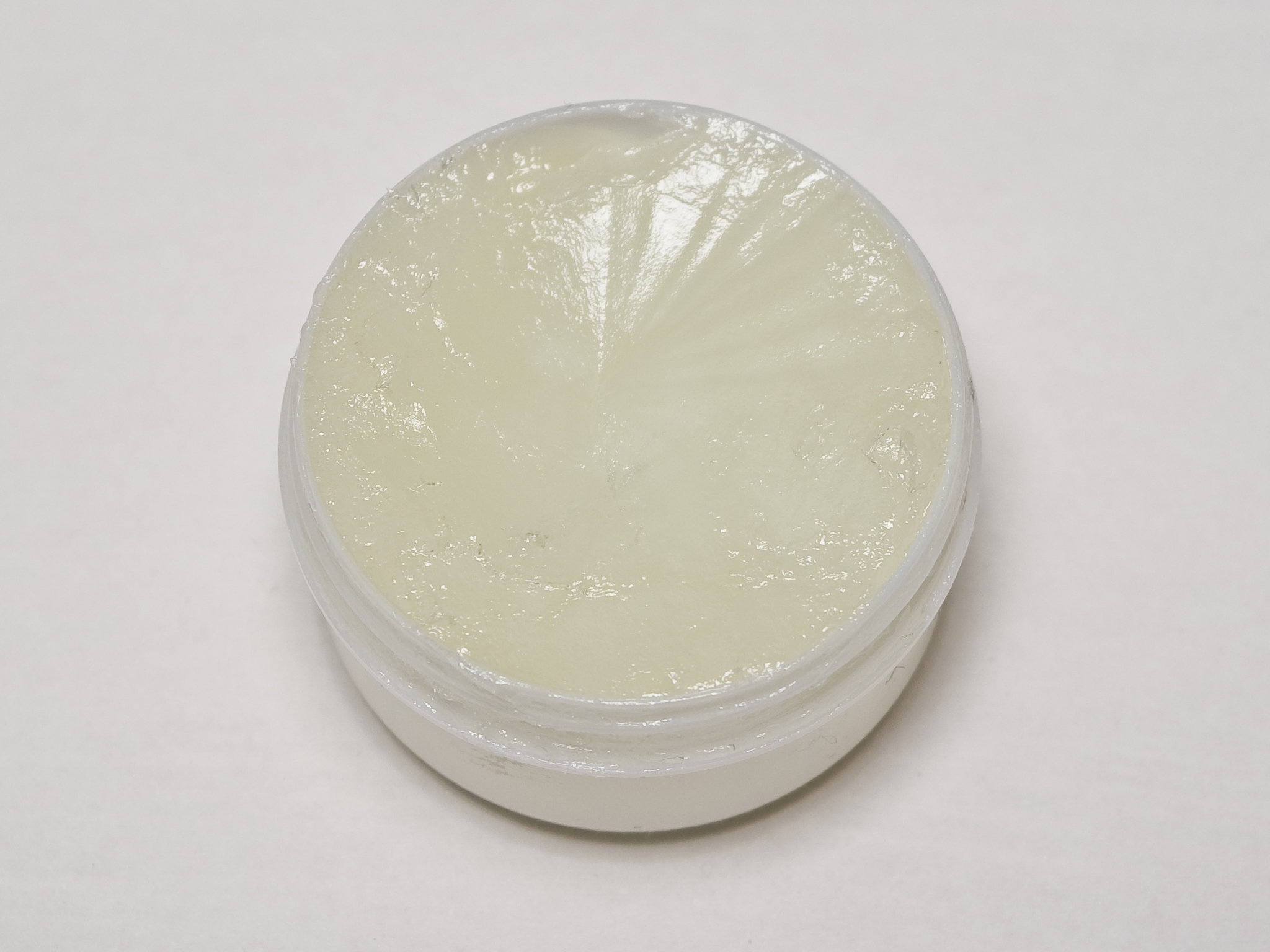
Mỡ khoáng

Mỡ khoáng hay còn gọi là sáp dầu khoáng (tiếng Anh: petroleum jelly), số CAS 8009-03-8, là một hỗn hợp bán rắn của hydrocacbon (với số cacbon đa số lớn hơn 25), ban đầu được quảng cáo như một thuốc tại chỗ nhờ vào các đặc tính chữa vết thương của nó. Thương hiệu Vaseline là một thương hiệu mỡ khoáng nổi tiếng của Mỹ từ năm 1870.
Sau khi mỡ khoáng trở thành một mặt hàng thiết yếu trong tủ thuốc gia đình, người tiêu dùng bắt đầu sử dụng nó cho mục đích thẩm mỹ và chữa nhiều bệnh bao gồm nấm móng chân, phát ban ở bộ phận sinh dục (không phải bệnh hoa liễu), chảy máu cam, phát ban tã và cảm lạnh thông thường. Tính chất y học dân gian của mỡ khoáng khi được dùng như một "loại thuốc chữa bá bệnh" đã dần bị thu hẹp nhờ sự hiểu biết khoa học hơn về việc sử dụng thuốc hợp lý. Nó được Cục Quản lý Thực phẩm và Dược phẩm Hoa Kỳ (FDA) công nhận là chất bảo vệ da không kê đơn (OTC) đã được phê duyệt và vẫn được sử dụng rộng rãi trong chăm sóc da thẩm mỹ (nơi nó thường được gọi chung là dầu khoáng).